# Frugerès-les-Mines
Frugerès-les-Mines ist eine französische Gemeinde mit 551 Einwohnern (Stand: 1. Januar 2022) im Département Haute-Loire in der Region Auvergne-Rhône-Alpes. Sie liegt im Arrondissement Brioude und im Kanton Sainte-Florine. 

## Geographie
Frugerès-les-Mines liegt etwa 46 Kilometer südsüdöstlich von Clermont-Ferrand. Umgeben wird Frugerès-les-Mines von den Nachbargemeinden Sainte-Florine im Norden und Osten sowie Vergongheon im Süden und Westen. 

## Bevölkerungsentwicklung
| Jahr                       | 1962 | 1968 | 1975 | 1982 | 1990 | 1999 | 2006 | 2017 |
| Einwohner                  | 491  | 524  | 564  | 647  | 567  | 498  | 520  | 557  |
| Quellen: Cassini und INSEE |      |      |      |      |      |      |      |      |

## Sehenswürdigkeiten
- Kirche Saint-Antoine